# Liste der Vizekönige von Sardinien

Flagge des Königreichs Sardinien

1418 fiel das Königreich Sardinien an die Krone von Aragonien. Seitdem wurde die Insel von Vizekönigen regiert, die zunächst von den Königen von Aragon, ab Karl I. von Spanien ernannt wurden. 1707 wurde das Königreich Sardinien im Zuge des Spanischen Erbfolgekrieges von Österreich besetzt und in den Friedensschlüssen von 1713/14 auch diesem zugesprochen, das es aber bereits 1720 durch das Königreich Sizilien tauschte; so fiel schließlich die Insel unter die Herrschaft des Hauses Savoyen. 1847 wurde das Sardinien mit Savoyen, Piemont, Nizza und Ligurien zum Einheitsstaat Königreich Sardinien zusammengeschlossen, die Insel in die Provinzen Cagliari und Sassari eingeteilt und direkt von Turin aus regiert.

## Aragonesische Vizekönige
- 1418: Luis de Pontos
- 1419: Juan de Corbera
- 1420: Riambaldo
- 1421: Bernardo de Centelles
- 1437: Francisco de Eril
- 1460: Nicolás Carroz de Arborea
- 1479: Pedro Maza de Linaza
- 1479: Ximén Pérez Escrivá de Romaní (1. Mal)
- 1483: Guillermo de Peralta
- 1484: Ximén Pérez Escrivá de Romaní (2. Mal)
- 1487: Íñigo López de Mendoza, Conde de Tendilla
- 1491: Juan Dusay (1. Mal)
- 1501: Benito Gualbes (Interimistisch)
- 1502: Juan Dusay (2. Mal)
- 1507: Jaime Amat
- 1508: Fernando Girón de Rebolledo
- 1515: Ángel de Vilanova

## Spanische Vizekönige
- 1529: Martín de Cabrera
- 1533: Jaime de Aragall (Interimistisch)
- 1533: Francisco de Serra (Interimistisch)
- 1534: Antonio Folc de Cardona (Haus Folch de Cardona)
- 1542: Pedro Veguer, Bischof von Alghero, Interimistisch wegen Abwesenheit
- 1545: Antonio Folc de Cardona
- 1549: Jerónimo Aragall (Interimistisch) (1. Mal)
- 1550: Lorenzo Fernández de Heredia
- 1556: Jerónimo Aragall (Interimistisch) (2. Mal)
- 1556: Álvaro de Madrigal
- 1561: Jerónimo Aragall, Interimistisch wegen Abwesenheit(3. Mal)
- 1561: Álvaro de Madrigal
- 1570: Juan Coloma, Barón de Elda
- 1577: Jerónimo Aragall (Interimistisch) (4. Mal)
- 1578: Miguel de Moncada
- 1584: Gaspar Vicente Novella, Erzbischof von Cagliari, Interimistisch wegen Abwesenheit
- 1586: Miguel de Moncada
- 1590: Gastón de Moncada, Marqués de Aytona
- 1595: Antonio Coloma, Barón de Elda
- 1597: Alfonso Lasso y Sedeño, Erzbischof von Cagliari, Interimistisch wegen Abwesenheit
- 1599: Antonio Coloma, Barón de Elda
- 1601: Juan de Zapata, Interimistisch wegen Abwesenheit
- 1602: Antonio Coloma, Barón de Elda
- 1603: Jaime Aragall (Interimistisch) (1. Mal)
- 1604: Pedro Sánchez de Calatayud, Conde del Real
- 1610: Jaime Aragall (Interimistisch) (2. Mal)
- 1611: Carlos de Borja, Duque de Gandia
- 1617: Alonso de Eril, Conde de Eril
- 1623: Luis de Tena (Interimistisch)
- 1623: Juan Vives de Canyamás, Barón de Benifayró
- 1625: Diego de Aragall (Interimistisch) (1. Mal)
- 1625: Pedro Ramón Zaforteza, Conde de Santa María de Formiguera
- 1626: Jerónimo Pimentel, Marqués de Bayona
- 1631: Diego de Aragall (Interimistisch) (2. Mal)
- 1631: Gaspar Prieto, Erzbischof von Alghero (Interimistisch)
- 1632: Antonio de Urrea, Marqués de Almonacir
- 1637: Diego de Aragall (Interimistisch) (3. Mal)
- 1638: Juan Andrea Doria Landi, Príncipe de Melfi
- 1639: Diego de Aragall (Interimistisch) (4. Mal)
- 1640: Fabricio Doria, Duque de Arellano
- 1644: Luis Guillem de Moncada, Duque de Montalto
- 1649: Bernardo Matías de Cervelló (Interimistisch) (1. Mal)
- 1649: Juan Jacobo Teodoro Trivulzio, Príncipe de Trivulzio
- 1651: Duarte Álvarez de Toledo, Conde de Oropesa
- 1651: Beltrán Vélez de Guevara, Marqués de Campo Real
- 1652: Pedro Martínez Rubio, Erzbischof von Palermo
- 1653: Francisco Fernández de Castro Andrade, Conde de Lemos
- 1657: Bernardo Matías de Cervelló (Interimistisch) (2. Mal)
- 1657: Francisco de Moura Corterreal, Marqués de Castel Rodrigo
- 1661: Pedro Vico, Erzbischof von Cagliari (Interimistisch)
- 1662: Nicolás Ludovisi, Príncipe de Pomblín
- 1664: Bernardo Matías de Cervelló (Interimistisch) (3. Mal)
- 1665: Manuel de los Cobos, Marqués de Camarasa
- 1668: Francisco de Tutavila y del Rufo, Duque de San Germán
- 1673: Fernando Joaquín Fajardo de Zúñiga Requesens, Marqués de los Vélez
- 1675: Melchor Cisternes de Oblite (Interimistisch) (1. Mal)
- 1675: Francisco de Benavides de la Cueva, Marqués de las Navas
- 1679: Melchor Cisternes de Oblite (Interimistisch) (2. Mal)
- 1680: José de Funes y Villalpando, Marqués de Ossera
- 1680: Felipe de Egmont, Conde de Egmont
- 1682: Diego Ventura, Erzbischof von Cagliari (Interimistisch)
- 1682: Antonio López de Ayala Velasco, Conde de Fuensalida
- 1686: José Delitala y Castelví (Interimistisch)
- 1687: Nicolás Pignatelli Aragón, Duca di Monteleone
- 1690: Carlos Homo Dei Moura y Pacheco, Marqués de Castel Rodrigo (Interimistisch)
- 1690: Luis Moscoso Ossorio, Conde de Altamira
- 1697: José de Solís Valderrábano Dávila, Conde de Montellano
- 1699: Fernando de Moncada, Duque de San Juan
- 1703: Francisco Ginés Ruiz de Castro, Conde de Lemos
- 1704: Baltasar de Zúñiga y Guzmán, Marqués de Valero

König Philipp ernannte weiter Vizekönige von Sardinien, die ihr Amt bis zur Eroberung der Insel 1717 nur titularisch ausübten:
- 1707: Pedro Nuño Colón de Portugal, Marqués de Ayamonte
- 1709: Fernando de Silva y Meneses, Conde de Cifuentes
- 1710: Jorge de Heredia, Conde de Fuentes
- 1711: Andrés Roger de Eril, Conde de Eril
- 1717: Juan Francisco de Bette, Marqués de Leide
- 1718: Gonzalo Chacón

## Österreichische Vizekönige
- 1713: Pedro Manuel, Graf von Ayala
- 1717: José Antonio de Rubí y Boxadors, Marquis von Rubí

## Savoyische Vizekönige

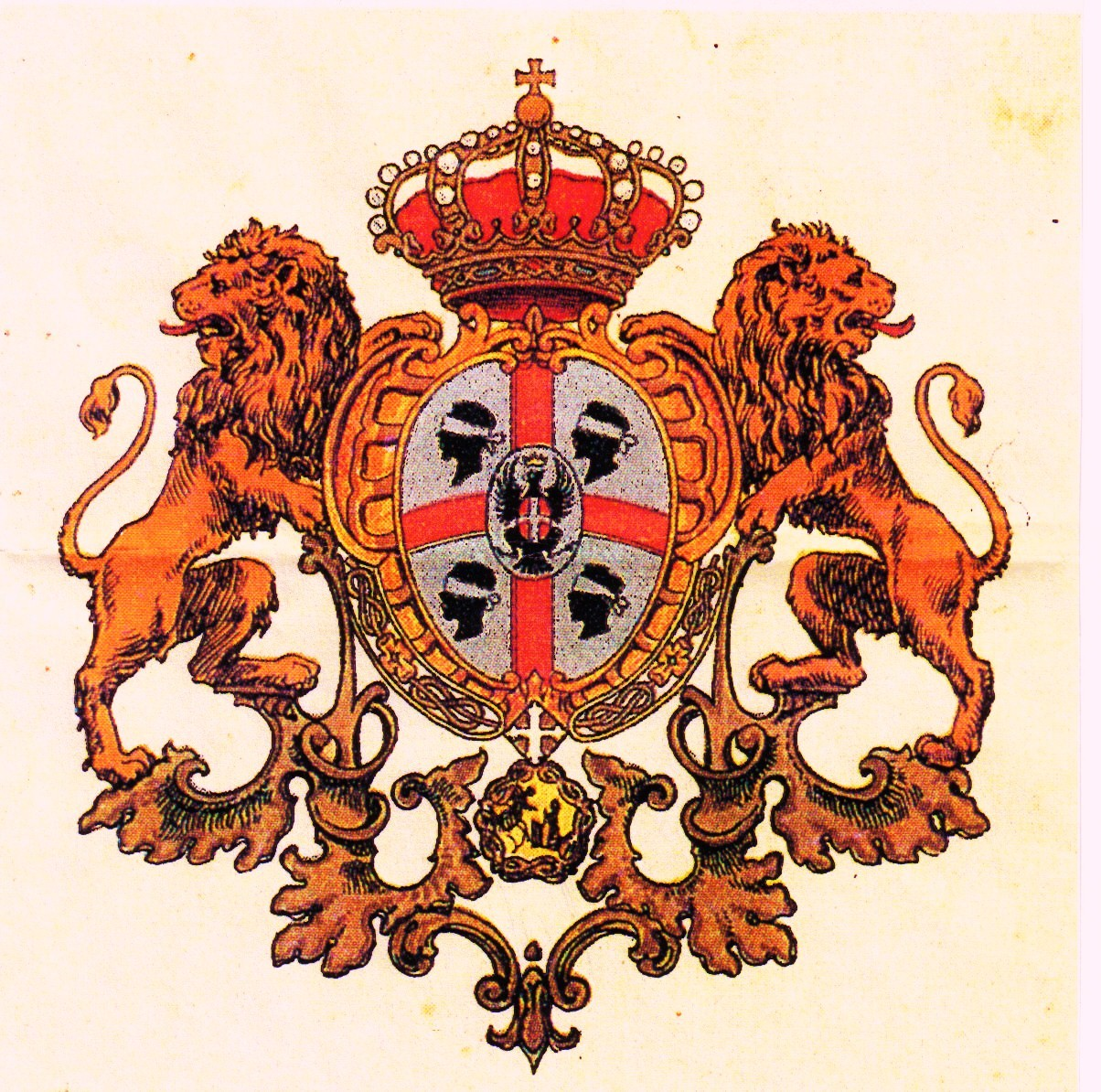
Wappen Sardiniens unter dem Haus Savoyen

| 1720–1723 | Filippo Pallavicino, Barone di Saint Remy                       | erste Amtszeit                                     |
| 1723–1726 | Alessandro Doria del Maro, Abt von Vezzolano                    |                                                    |
| 1726–1727 | Filippo Pallavicino, Barone di Saint Remy                       | zweite Amtszeit                                    |
| 1727–1731 | Tommaso Ercole Roero, Marchese di Cortanze                      |                                                    |
| 1731–1735 | Gerolamo Falletti, Marchese di Castagnole e di Barolo           |                                                    |
| 1735–1738 | Carlo Amedeo Battista San Martino d’Aglie, Marchese di Rivarolo |                                                    |
| 1738–1741 | Francesco Luigi d’Alligne, Conte d’Apremont                     |                                                    |
| 1741–1745 | Ludovico de Blonay                                              |                                                    |
| 1745–1748 | Giuseppe Maria del Carretto, Marchese di Santa Giulia           |                                                    |
| 1748–1751 | Emanuele Valguarnera, Principe di Valguarnera                   |                                                    |
| 1751–1755 | Giovanni Battista Cacherano, Conte di Bricherasio               |                                                    |
| 1755–1758 | Vittorio Amedeo Costa, Conte della Trinità                      |                                                    |
| 1758–1762 | Francesco Tana, Conte di Santena                                |                                                    |
| 1762–1763 | Giovanni Battista Pellegrino Alfieri di Cortemiglia             | im Amt verstorben                                  |
| 1763      | Carlo Giuseppe Solaro di Govone                                 |                                                    |
| 1763–1767 | Francesco Luigi Costa della Trinità                             |                                                    |
| 1767–1771 | Vittorio Ludovico d’Hallot des Hayes, Conte di Dorzano          |                                                    |
| 1771–1773 | Antonio Francesco Gaetano dei Caissotti, Conte di Robbione      |                                                    |
| 1773–1777 | Filippo Francesco Ferrero Conte della Marmora                   |                                                    |
| 1777–1780 | Francesco Ventimiglia Lascaris, Conte di Castellar              |                                                    |
| 1780–1782 | Carlo Francesco Valperga di Masino, Marchese di Caluso          |                                                    |
| 1783–1787 | Angelo Maria Solaro della Moretta                               |                                                    |
| 1787–1790 | Carlo Francesco Thaon, Conte di Sant’Andrea                     |                                                    |
| 1790–1794 | Vincenzo Balbiano                                               |                                                    |
| 1794–1799 | Filippo Vivalda di Castillino, Marchese di Pogliano             |                                                    |
| 1799–1821 | Carlo Felice di Savoia, Duca del Genevese                       | verließ 1816 Sardinien                             |
| 1816–1818 | Giacomo Pes di Villamarina                                      | Interimistisch für Carlo Felice di Savoia          |
| 1818–1820 | Ignazio Thaon di Revel, Conte di Pratolungo                     | Interimistisch für Carlo Felice di Savoia          |
| 1820–1822 | Ettore Veuillet d’Yenne, Marchese de la Sauniere                | bis 1821 Interimistisch für Carlo Felice di Savoia |
| 1822–1823 | Giuseppe Galleani, Conte d’Agliano                              |                                                    |
| 1823–1825 | Gennaro Roero, Conte di Monticelli                              |                                                    |
| 1825–1829 | Giuseppe Tornielli, Conte di Vergano                            |                                                    |
| 1829–1831 | Giuseppe Roberti, Conte di Castelvero                           |                                                    |
| 1831–1840 | Giuseppe Montiglio d’Ottiglio e Villanova                       |                                                    |
| 1840–1843 | Giacomo de Asarta                                               |                                                    |
| 1843–1848 | Gabriele de Launay                                              |                                                    |

## Weblink
- Virreinato de Cerdeña (Memento vom 25. Oktober 2009 auf WebCite) (im WebCite-Archiv)